# Ионов, Алексей Леонидович
Алексе́й Леони́дович Ио́нов (11 января 1963 — 20 июля 2002) — российский рок-музыкант, автор песен. В конце 80-х играл в Санкт-Петербургской Почте. В начале 90-х участвовал в проекте «Оазис Ю» А. Рыбина, одного из основателей группы Кино. В середине 90-х был вторым фронтменом Московской группы Сергея Быкова Заповедник.
Примечательно, что не являясь лидером ни одной из своих команд, Ионов написал и исполнил едва ли не половину хитов этих групп, о чём говорят сборники лучших песен Заповедника и Почты.

## Основные произведения

### В составе Почты
- Белое Безмолвие;
- Пастух Золотого Руна;
- Пивной День.

### В составе Заповедника
- 23 Года Одиночества;
- Зачем Моя Девочка Оставила Меня;
- Я Жду Письма.